# Bobby Rydell

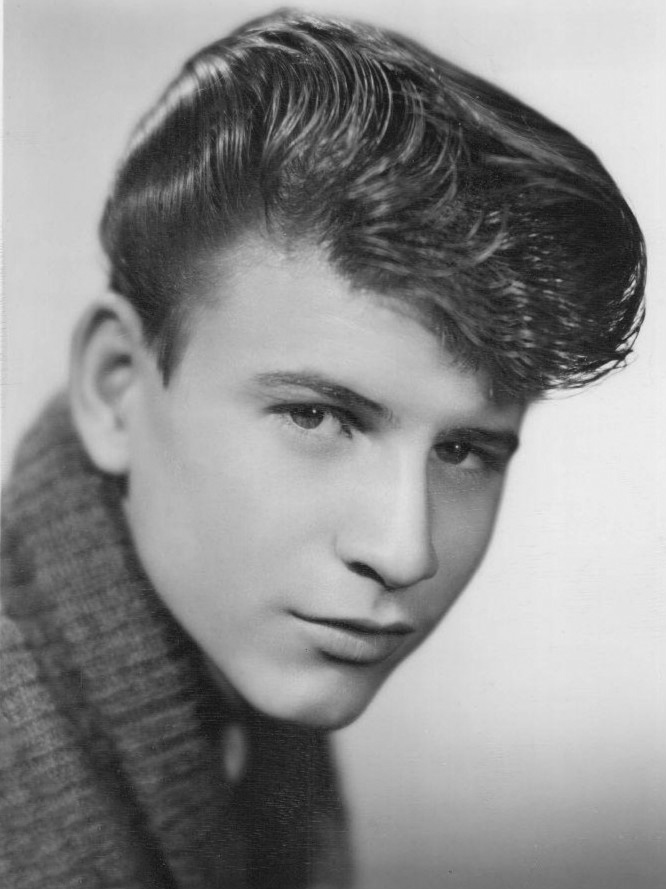
Rydell em uma imagem publicitária de 1960

Robert Louis Ridarelli (Filadélfia, 26 de abril de 1942 – Abington Township, 5 de abril de 2022), mais conhecido pelo nome artístico Bobby Rydell, foi um ator e cantor estadunidense. Entre seus maiores sucessos está "Forget Him", que chegou ao número 4 na Billboard Hot 100 em janeiro de 1964. Pela canção, composta por Mark Anthony, recebeu seu quinto e último disco de ouro. No cinema, seu papel mais memorável foi em Bye Bye Birdie, de 1963.
Rydell morreu de complicações de uma pneumonia no Hospital Jefferson Abington em 5 de abril de 2022, aos 79 anos.